# Carlos López Hernández

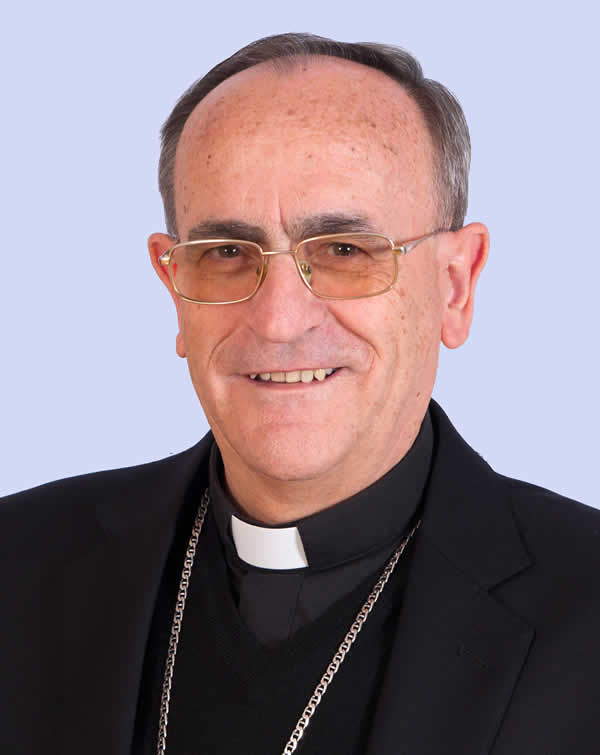
Carlos López Hernández.

Carlos López Hernández, född den 4 november 1945 i Papatrigo, är en spansk romersk-katolsk biskop.
Han prästvigdes den 5 september 1970 i Ávila och utnämndes den 15 mars 1994 till biskop av Plasencia. Den 15 maj samma år följde biskopsvigningen genom ärkebiskop Mario Tagliaferri. Den 9 januari 2003 utnämndes Hernández till biskop av Salamanca och den 2 mars installerades han.